# 托非索泮
托非索泮（英語：、Emandaxin、Grandaxin、Sériel）是一种含氮有机化合物，化学式C22H26N2O4，属于苯二氮䓬类药物，在欧洲作为抗焦慮藥销售。